# Polyrhaphis peruana
Polyrhaphis peruana es una especie de escarabajo longicornio del género Polyrhaphis, tribu Polyrhaphidini, subfamilia Lamiinae. Fue descrita científicamente por Santos-Silva, Martins y Tavakilian en 2010.

## Descripción
Mide 19,5-29,7 milímetros de longitud.

## Distribución
Se distribuye por Perú.